# Różnica zbiorów

Różnica zbiorów i oznaczona kolorem fioletowym.

Różnica zbiorów {\displaystyle A} i {\displaystyle B} – podzbiór zbioru {\displaystyle A} złożony z tych elementów, które nie należą do {\displaystyle B,} oznaczany {\displaystyle A\setminus B} – ukośnikiem wstecznym, niekiedy także minusem: {\displaystyle A-B}. Formalnie:
{\displaystyle x\in (A\setminus B)\Leftrightarrow (x\in A)\land (x\notin B),}
co jest równoważne
{\displaystyle A\setminus B=\{x\in \Omega \;:\;x\in A\land x\notin B\}}{\displaystyle {}=\{x\in A\;:\;x\notin B\}},
gdzie {\displaystyle \Omega } jest zbiorem wszystkich rozważanych elementów zwanym przestrzenią lub uniwersum.
Za pomocą różnicy zbiorów można zdefiniować dwie inne operacje: różnicę symetryczną i dopełnienie zbioru.

## Przykłady
- Niech {\displaystyle \mathbb {Q} } będzie zbiorem liczb wymiernych, a {\displaystyle \mathbb {R} } niech będzie zbiorem liczb rzeczywistych. Wówczas {\displaystyle \mathbb {R} \setminus \mathbb {Q} } jest zbiorem liczb niewymiernych[4] {\displaystyle \mathbb {I} \mathbb {Q} {:}}

{\displaystyle \mathbb {R} \setminus \mathbb {Q} =\mathbb {I} \mathbb {Q} .}
- Jeżeli {\displaystyle A=\{a,b,c\},} a {\displaystyle B=\{b,c,d\},} to {\displaystyle A\setminus B=\{a\}.}

## Własności

### Ogólne
Różnica zbiorów:
- nie jest przemienna – w ogólności {\displaystyle A\backslash B\neq B\backslash A;}
- nie jest łączna – w ogólności {\displaystyle (A\backslash B)\backslash C\neq A\backslash (B\backslash C);} przykładowo {\displaystyle (A\backslash A)\backslash A=\emptyset \backslash A=\emptyset ,A\backslash (A\backslash A)=A\backslash \emptyset =A;}
- ma jeden idempotent: {\displaystyle A\backslash A=A\Rightarrow \emptyset =A;}
- ma prawostronny element neutralny: {\displaystyle A\backslash \emptyset =A;}
- ma lewostronny element absorbujący: {\displaystyle \emptyset \backslash A=\emptyset .}

### Związki z inkluzją
{\displaystyle A} jest podzbiorem {\displaystyle B} (czyli zbiór {\displaystyle A} zawiera się w {\displaystyle B}) wtedy i tylko wtedy, gdy różnica {\displaystyle A\backslash B} jest zbiorem pustym:
{\displaystyle A\subseteq B\Leftrightarrow A\setminus B=\varnothing .}
Z inkluzji dwóch par zbiorów można wywnioskować inkluzję pewnych różnic:
{\displaystyle A\subseteq B\land C\subseteq D\Rightarrow A\backslash D\subseteq B\backslash C.}

### Definicja przekroju

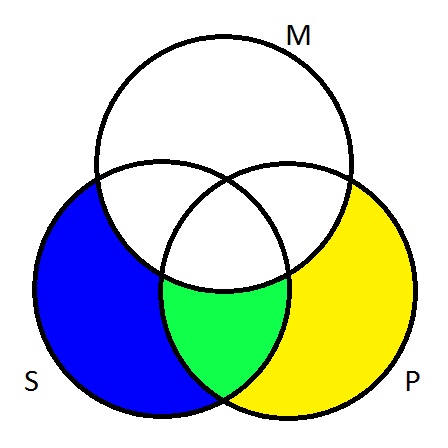
Diagram Venna przedstawiający prawostronną rozdzielność różnicy zbiorów względem ich sumy:

Za pomocą różnicy można zdefiniować także przekrój (część wspólną) zbiorów:
{\displaystyle A\cap B=A\setminus (A\setminus B)}.
- Dowód:

{\displaystyle x\in A\setminus (A\setminus B)\Leftrightarrow (x\in A)\wedge \neg [x\in (A\setminus B)]\Leftrightarrow (x\in A)\wedge \neg [(x\in A)\wedge \neg (x\in B)]\Leftrightarrow }
{\displaystyle (x\in A)\wedge [\neg (x\in A)\vee (x\in B)]\Leftrightarrow [(x\in A)\wedge \neg (x\in A)]\vee [(x\in A)\wedge (x\in B)]\Leftrightarrow }
{\displaystyle (x\in A)\wedge (x\in B)\Leftrightarrow x\in A\cap B\ \blacksquare }

### Prawa rozdzielności
Różnica zbiorów jest prawostronnie rozdzielna względem sumy zbiorów:
{\displaystyle (A\cup B)\backslash C=(A\backslash C)\cup (B\backslash C).}
Iloczyn kartezjański jest rozdzielny względem różnicy zbiorów:
{\displaystyle A\times (B\backslash C)=(A\times B)\backslash (A\times C).}

### Prawa De Morgana i dualności

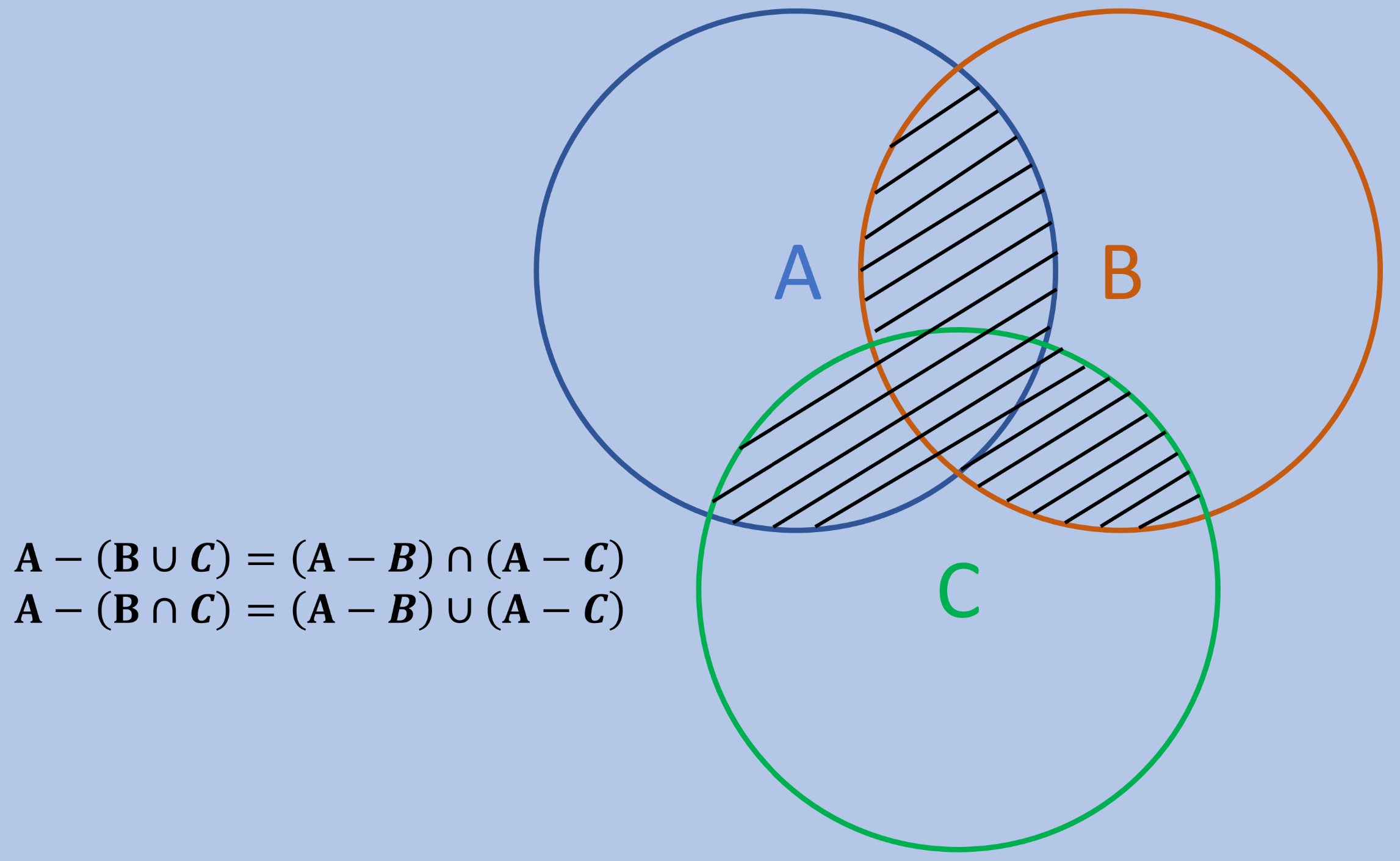
Ilustracja praw De Morgana dla różnicy zbiorów.

Różnica zbiorów nie jest rozdzielna lewostronnie względem sumy ani przekroju zbiorów, ale zachodzą podobne równości, zaliczane do praw De Morgana:
{\displaystyle A\backslash (B\cup C)=(A\backslash B)\cap (A\backslash C);}
{\displaystyle A\backslash (B\cap C)=(A\backslash B)\cup (A\backslash C).}
W teorii zbiorów i jej zastosowaniach ważną rolę odgrywa tak zwana zasada dualności, która jest oparta na dwóch następujących tożsamościach:
- Dopełnienie sumy zbiorów jest równe iloczynowi ich dopełnień:

{\displaystyle X\setminus \bigcup \limits _{i}A_{i}=\bigcap \limits _{i}(X\setminus A_{i}).}
- Dopełnienie iloczynu zbiorów jest równe sumie ich dopełnień:

{\displaystyle X\setminus \bigcap \limits _{i}A_{i}=\bigcup \limits _{i}(X\setminus A_{i}).}
Zasada dualności w teorii mnogości polega na tym, że z dowolnej równości, dotyczącej podzbiorów ustalonego zbioru {\displaystyle X} można całkiem automatycznie uzyskać równość dualną, zastępując wszystkie zbiory ich dopełnieniami, sumy – iloczynami, a iloczyny – sumami.